# تپه قراغ مین آغا
تپه قراغ مین آغا مربوط به سده‌های ۶ تا ۸ ه.ق است و در شهرستان بوکان، بخش سیمینه، دهستان آختاچی شرقی، ۲۰۰ متری شمال روستای اسپوغه واقع شده و این اثر در تاریخ ۷ اسفند ۱۳۸۵ با شمارهٔ ثبت ۱۷۶۲۸ به‌عنوان یکی از آثار ملی ایران به ثبت رسیده است.